# Grzybek (wzgórze)
Grzybek – wzgórze (wzniesienie) w paśmie Wzgórz Trzebnickich o wysokości bezwzględnej 202,0 m n.p.m., położone w Gminie Oborniki Śląskie, powiecie Trzebnickim, województwie Dolnośląskim, w północno-wschodniej części miasta Oborniki Śląskie. Na niemieckich mapach wzgórze ma określoną wysokość również na 202,0 m n.p.m., położone w lesie Sitten Wald (Las Sitowie). Pojawia się także w odniesieniu do tego wierzchołka nazwa Pilz.
Wierzchołek wzniesienia porośnięty jest lasem liściastym, a na południe od niego teren zajęty jest zagajnikami liściastymi i dalej roślinnością trawiastą. Las ten leży w obrębie leśnym Oborniki Śląskie, leśnictwo Rościsławice. Niektóre opracowania podają inną wysokość wzgórza, np. 200,0 m n.p.m.  Wzniesienie leży w obszarze Parku krajobrazowo-wypoczynkowego „Grzybek” o powierzchni około 100 ha (park leśny „Grzybek”). Utworzono także ścieżkę dydaktyczno-przyrodniczą „Na Grzybek”, wyznakowana w 2002 r..
Nazwa wzniesienia – Grzybek – jest nazwą niestandaryzowaną, została ustalona i ujęta w państwowym rejestrze nazw geograficznych na podstawie wywiadu terenowego. Odnosi się do ukształtowania terenu określonego jako wzgórze, wzniesienie. W rejestrze tym przypisano jej identyfikator PRNG – 235583, identyfikator IIP – PL.PZGiK.320.NGRP.235583. Podaje on następujące współrzędne geograficzne punktu głównego wzniesienia: szerokość geograficzna – 51°18'21" N, długość geograficzna – 16°55'06" E.
W niektórych opracowaniach autorzy utożsamiają ze sobą Grzybek i Górę Holtei’a (także "Belweder"), prawdopodobnie z tego powodu, że stanowią wspólny masyw. Nazwy te jednak są rozdzielne (odrębne) i dotyczą dwóch różnych wierzchołków.

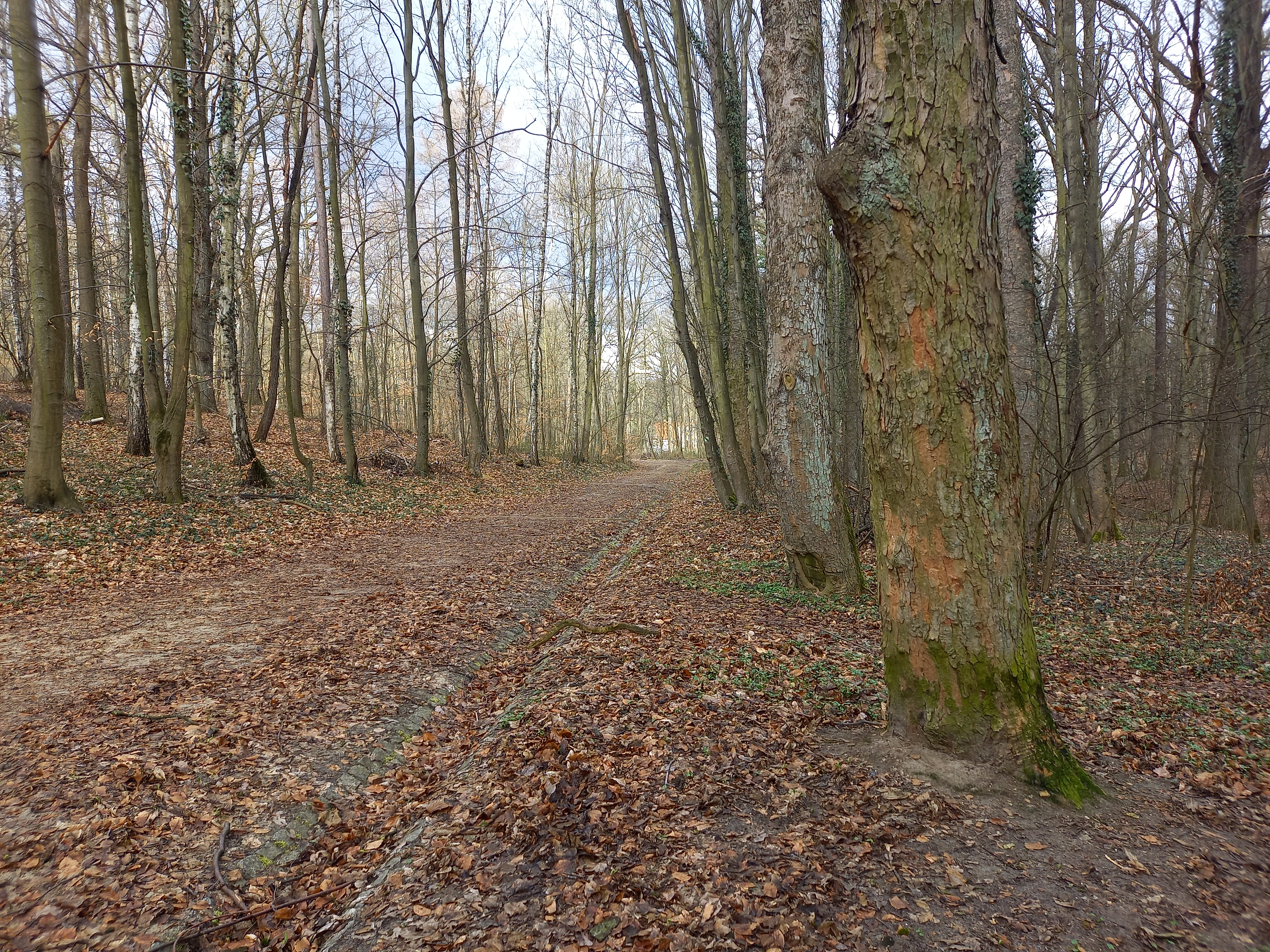
Las u podnóża północnego
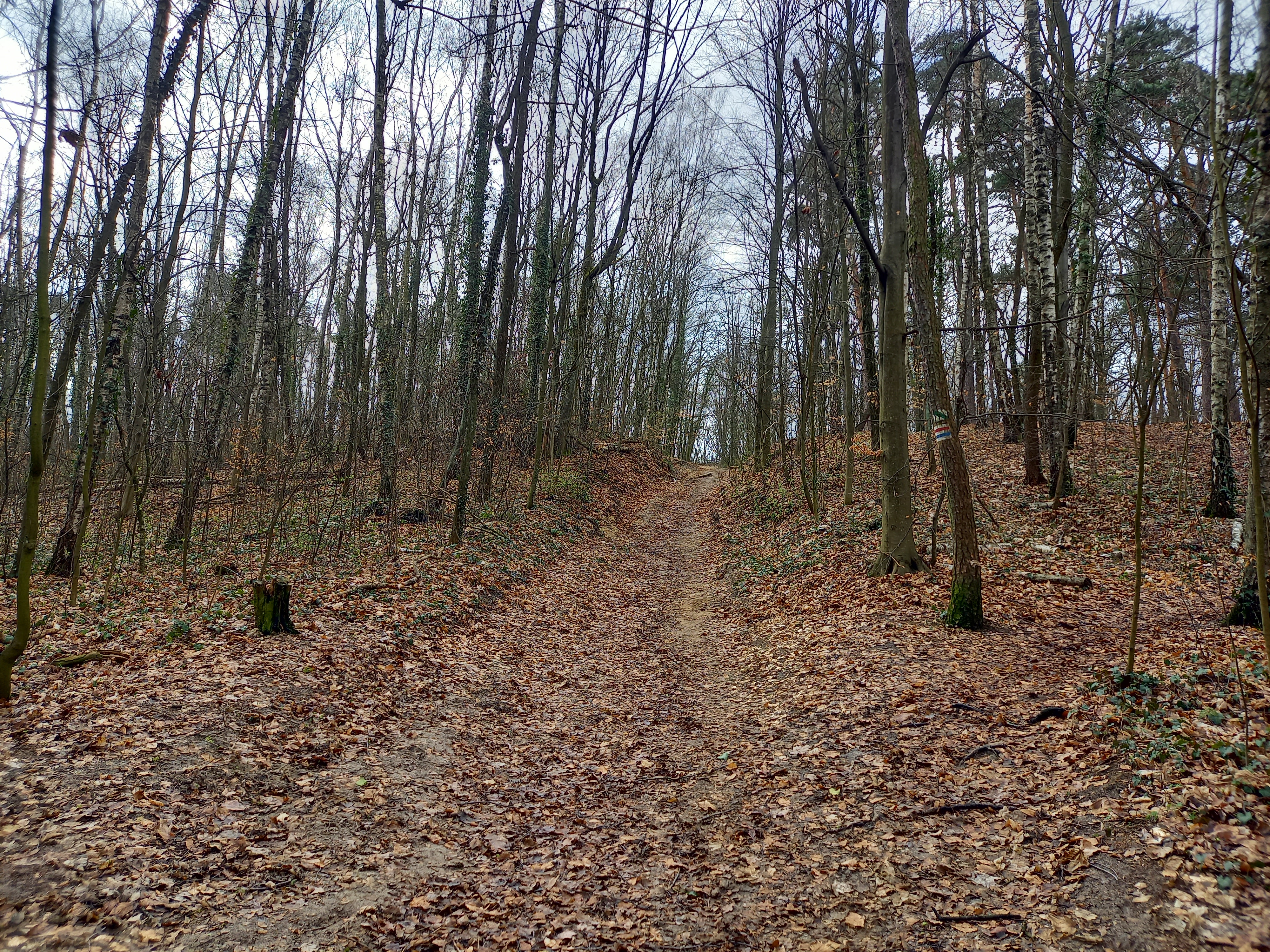
Stok północny, strona wschodnia
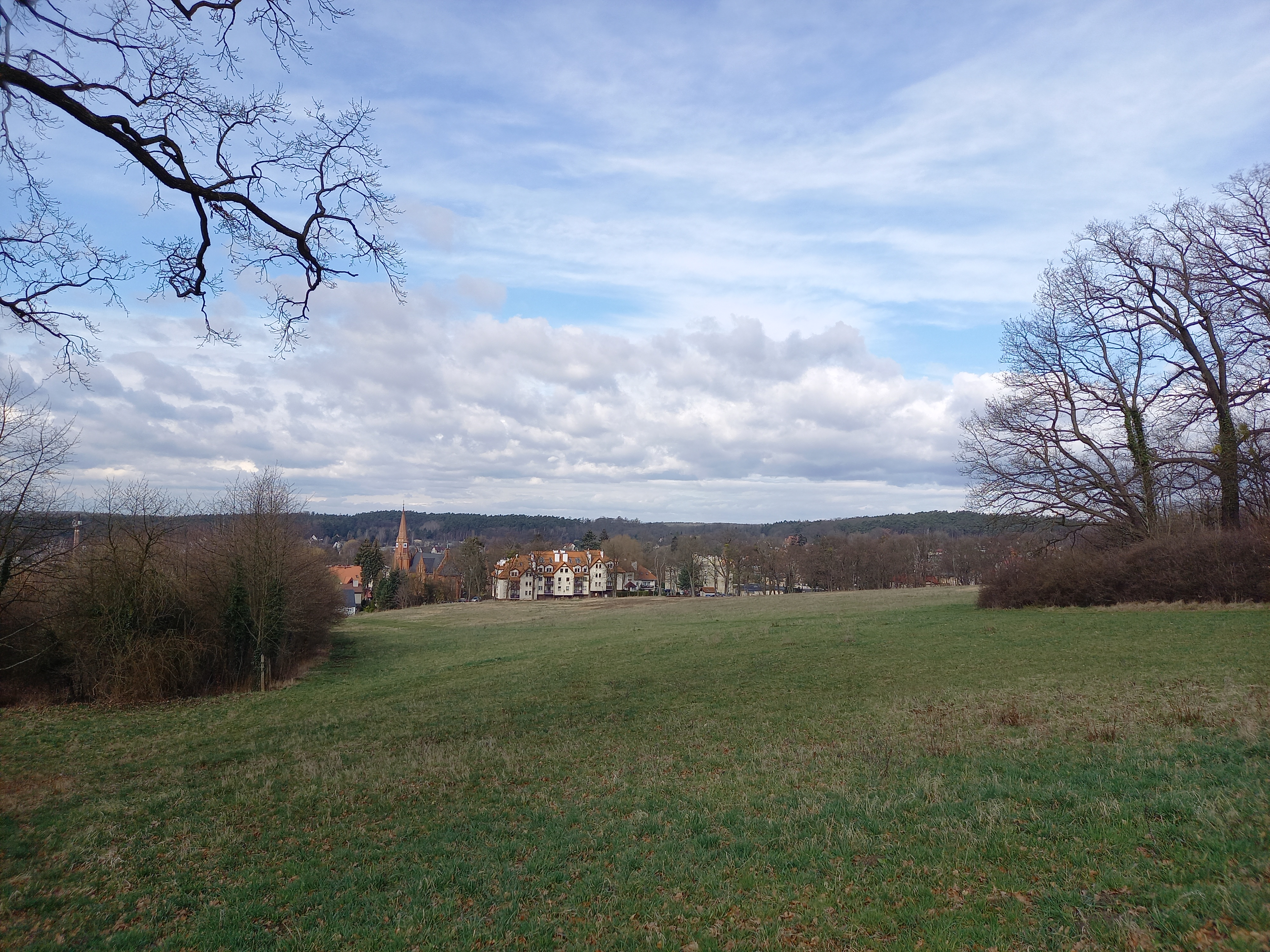
Stok południowo-zachodni